# Judo ai XXII Giochi del Commonwealth
Le competizioni di judo ai XXII Giochi del Commonwealth si sono svolti dall'1 al 3 agosto 2022.

## Podi

### Maschile
| Evento  | Oro                    | Argento                   | Bronzo              |
| 60 kg   | Ashley McKenzie        | Samuel Hall               | Josh Katz           |
| 60 kg   | Ashley McKenzie        | Samuel Hall               | Vijay Kumar Yadav   |
| 66 kg   | Georgios Balarjishvili | Finlay Allan              | Nathan Katz         |
| 66 kg   | Georgios Balarjishvili | Finlay Allan              | Nathon Burns        |
| 73 kg   | Daniel Powell          | Faye Njie                 | Jake Bensted        |
| 73 kg   | Daniel Powell          | Faye Njie                 | Amir Majeed         |
| 81 kg   | Lachlan Moorhead       | François Gauthier-Drapeau | Mohab El Nahas      |
| 81 kg   | Lachlan Moorhead       | François Gauthier-Drapeau | Uros Nikolic        |
| 90 kg   | Jamal Petgrave         | Remi Feuillet             | Shah Hussain Shah   |
| 90 kg   | Jamal Petgrave         | Remi Feuillet             | Harrison Cassar     |
| 100 kg  | Shady El Nahas         | Kyle Reyes                | Rhys Thompson       |
| 100 kg  | Shady El Nahas         | Kyle Reyes                | Harry Lovell-Hewitt |
| +100 kg | Marc Deschenes         | Kody Andrews              | Sebastien Perrinne  |
| +100 kg | Marc Deschenes         | Kody Andrews              | Liam Park           |

### Femminile
| Evento | Oro                         | Argento              | Bronzo                   |
| 48 kg  | Geronay Whitebooi           | Shushila Likmabam    | Amy Platten              |
| 48 kg  | Geronay Whitebooi           | Shushila Likmabam    | Katryna Esposito         |
| 52 kg  | Tinka Easton                | Kelly Deguchi        | Yasmin Javadian          |
| 52 kg  | Tinka Easton                | Kelly Deguchi        | Charne Griesel           |
| 57 kg  | Christa Deguchi             | Acelya Toprak        | Christianne Legentil     |
| 57 kg  | Christa Deguchi             | Acelya Toprak        | Malin Wilson             |
| 63 kg  | Catherine Beauchemin-Pinard | Gemma Howell         | Katharina Haecker        |
| 63 kg  | Catherine Beauchemin-Pinard | Gemma Howell         | Jasmine Hacker-Jones     |
| 70 kg  | Aoife Coughlan              | Ebony Drysdale Daley | Katie-Jemima Yeats-Brown |
| 70 kg  | Aoife Coughlan              | Ebony Drysdale Daley | Kelly Petersen-Pollard   |
| 78 kg  | Emma Reid                   | Natalie Powell       | Moira de Villiers        |
| 78 kg  | Emma Reid                   | Natalie Powell       | Rachel Tytler            |
| +78 kg | Sarah Adlington             | Tulika Maan          | Sydnee Andrews           |
| +78 kg | Sarah Adlington             | Tulika Maan          | Abigail Paduch           |